# کاتسوراگی، واکایاما
کاتسوراگی، واکایاما (به لاتین: Katsuragi, Wakayama) یک منطقهٔ مسکونی در ژاپن است که در استان واکایاما واقع شده‌است. کاتسوراگی ۱۸٬۹۴۸ نفر جمعیت دارد.